# Albert Ullrich
Albert Ullrich (6. März 1872 in Berlin – 4. Mai 1946 in Braunschweig) war ein deutscher Theaterschauspieler.

## Leben
Ullrich war der Sohn eines Weinhändlers. Bei einer Studentenaufführung am 2. April 1890 am Berliner Theater (Akademisch-dramatischer Verein), bei der er den „Sextus“ in Brutus und Collatinus spielte, wurde Ludwig Barnay auf Ullrichs Begabung aufmerksam und forderte ihn auf, den Bühnenberuf zu ergreifen. Siegwart Friedmann nahm sich seiner ebenfalls an. Ullrich war von 1890 bis 1893 am Berliner Theater engagiert und wirkte von 1893 bis 1895 am Hoftheater in Meiningen. Nach einem Jahr als Mitglied des Breslauer Stadttheaters kehrte er nach Meiningen zurück, kam 1897 ans Lessingtheater und trat 1898 in den Verband der Hofbühne Braunschweig.
Sein Lebensweg nach 1902 ist unbekannt.